# Kurt Schumann (Agrarfunktionär)
Kurt Schumann (geb. 25. Dezember 1903 in Zatzschke; gest. ?) war ein deutscher, nationalsozialistischer Agrarfunktionär.

## Leben
Kurt Schumanns Vater war Landwirt. Schumann besuchte die Volksschule und das Realgymnasium in Pirna, anschließend absolvierte er eine Ausbildung an der Landwirtschaftsschule Meißen. An der Technischen Hochschule Dresden studierte er vier Semester lang Volkswirtschaftslehre.
Im Jahre 1921 nahm er an Schulungen von Bruno Tanzmann und Georg Stammler in Berggießhübel teil. Von 1923 bis 1925 gehörte Schumann dem nationalistischen und republikfeindlichen, paramilitärischen Verband Wehrwolf an. Ab dem Jahr 1925 war Kurt Schumann führend in der sächsischen Landjugend aktiv (Sächsischer Landbund). Im Jahr 1933 war Schumann Landesvorsitzender des sächsischen Junglandbundes. Schumann betrieb die Überleitung des sächsischen Junglandbundes in den Landstand
Von 1927 bis 1931 war er Mitglied des Grenzschutzes Pirna. 1935 war Kurt Schumann im Reichsnährstand Leiter der Abteilung I D (Landjugend) unter Hauptabteilungsleiter Walter Schumann.
Am 1. Juni 1930 übernahm Kurt Schumann den elterlichen Hof, einen Tag darauf heiratete er. Zum 1. November 1930 trat er der NSDAP bei (Mitgliedsnummer 826.357). In der NSDAP war Schumann unter anderem als Kreisamtsleiter für Agrarpolitik, Erbhofrichter und Gauredner tätig.
Der SS trat Kurt Schumann am 1. Juni 1933 bei (SS-Führer-Ausweis: Nr. 177 023). Sein letzter Dienstgrad war SS-Hauptsturmführer in der allgemeinen SS. Er war ehrenamtlich als örtlicher SS-Bauernreferent im Auftrag des Rasse- und Siedlungs-Hauptamtes (RuSHA) der SS tätig.
Im Herbst 1935 nahm er an einer achtwöchigen militärischen Übung bei einer Artillerieeinheit der Wehrmacht in Dresden teil.
Nach dem deutschen Überfall auf Polen, also nach dem Ausbruch des Zweiten Weltkrieges, leitete Kurt Schumann vom 25. Oktober 1939 bis zum 15. Dezember 1941 die Abteilung „Ernährung und Landwirtschaft“ beim deutschen Gouverneur im zentralpolnischen Radom. Von 1939 bis 1945 war die Stadt Radom Sitz des gleichnamigen Distrikts im Generalgouvernement.
Am 11. Juni 1941 wurde Schumann als Kriegsverwaltungsrat zum Gruppenleiter der Landwirtschaft beim Wirtschaftskommando Kiew der Wirtschaftsorganisation Ost ernannt. Schumann war Leiter der Bezirksstelle Kiew der Landbewirtschaftungsgesellschaft Ukraine (LBGU) und zugleich Leiter der Bezirksstelle „Ernährung und Landwirtschaft“ des Generalkommissars in Kiew. Generalkommissar für den Generalbezirk Kiew – und damit Schumanns Vorgesetzter – war von September 1941 bis Februar 1942 der SA-Brigadeführer Helmut Quitzrau, danach, von Mitte Februar 1942 bis Oktober 1943, der SA-Oberführer Waldemar Magunia. Schumann unterstellt war der Reichslandwirtschaftsrat Hans Bavendamm, der ab 1. Juni 1943 Geschäftsführer der Bezirksstelle Kiew der Landbewirtschaftungsgesellschaft Ukraine GmbH war. Das Generalkommissariat Kiew wurde aufgelöst, als Kiew am 6. November 1943 von sowjetischen Truppen zurückerobert wurde.
Im Jahr 1941 verpachtete Schumann seinen Hof in Zatzschke an einen Junglandwirt. Zu Ostern 1944 schrieb Schumann an den Reichsführer-SS Heinrich Himmler einen Brief mit dem Ersuchen, einen landwirtschaftlichen Betrieb im damaligen „Warthegau“ übernehmen zu dürfen. Als Bürgen für sein Anliegen benennt Schumann unter anderem den Höheren Polizei- und SS-Führer Hans-Adolf Prützmann sowie Hellmut Körner, den Landesbauernführer Sachsen. Dieser war seit Juni 1941 Kriegsverwaltungsvizechef und Leiter der Chefgruppe Landwirtschaft bei der Wirtschaftsinspektion Süd. Nach der Einrichtung des Reichskommissariats Ukraine wurde Körner Leiter der Hauptabteilung Ernährung und Landwirtschaft im ukrainischen Rowno. Körner stand zugleich dem Verwaltungsrat der Landbewirtschaftungsgesellschaft Ukraine (LBGU) vor. Schumann war Leiter der Bezirksstelle Kiew der LBGU und zugleich Leiter der Bezirksstelle „Ernährung und Landwirtschaft“ des Generalkommissars in Kiew.
Am 12. Oktober 1944 wurde Schumann als SS-Kanonier zur 5. Batterie des SS-Artillerie-Ausbildungs- und -Ersatz-Regiments der Waffen-SS in Prag einberufen. Über seinen weiteren Verbleib ist bisher nichts bekannt.